# 重飛

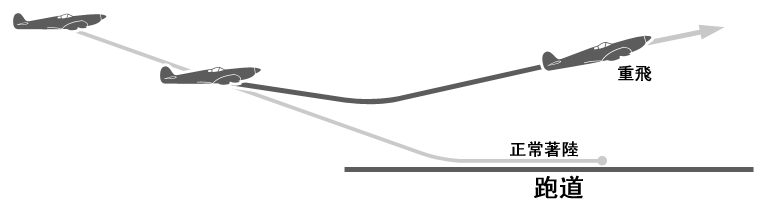
重飛的示意圖

复飞（Go-Around 亦称 Missed Approach）指的是飞机降落到即将触地着陆前，将机首拉起重新起飞的动作。而飞机有触地再复飞者称为“触地复飞”（Touch and Go），通常是训练飞行及特技飞行所使用。仪表进近时所指复飞点位即为复飞点 （Missed Approach Point, MAPt）。

## 重飛的時機
有下列情形时，飞行员会放弃降落而执行复飞：
- 能见度低于可着陆的最低标准。
- 侧风或逆风过大时。
- 与前方降落或起飞的飞机间隔不足时。
- 跑道上有其他飞机或是障碍物。
- 依塔台空管的指示。
- 风切变。
- 飞行员认为现阶段无法将航机安全降落时。（例如突如其来的系统失效，未清楚起落架是否已落下并锁紧。）

## 重飛的程序
1. 将发动机功率调整至TO/GA（起飞/复飞）档位。
2. 飞机爬升并加速。
3. 收起襟翼。
4. 检查爬升速率。
5. 收起起落架（若为可收起的机型）。
6. 飞至空管所指定的高度。
7. 以无线电联络空管报告复飞，在指定的空域待命以再度取得空管颁发进场降落许可。  *遇上某程度的风切变时，起落架是可以不需立即收起，以免收起时因空气阻力改变对航机爬升产生影响。只要确保航速没有超越该机型放下起落架时的速度，一般不会对航机结构有影响。

## 重飛安全與風險
復飛率平均為每 1,000 次進場約有 1－3 次的重飛比率。
重飛夾帶的風險：
- 無效的重飛啟動會導致飛機失控（LOC）。

## 外部連結
- （英文）avweb.com相關文章 （页面存档备份，存于）
- Statistical Analysis of Airplane Accidents （页面存档备份，存于） Section 4 : When do accidents occur?